# Joscelin II de Parthenay
Joscelin II de Parthenay (voor 1047 - 1086) was een edelman uit Poitou en aartsbisschop van Bordeaux van 1059 tot 1086.
Hij was de tweede zoon van Guillaume I de Parthenay en Arengarde de Talmont. Zijn vader was een van de voornaamste edelen van Poitou. Joscelin was als tweede zoon voorbestemd voor een kerkelijke carrière. In 1047 werd hij schatbewaarder van de Abdij Saint-Hilaire van Poitiers. In 1058 overleed zijn vader terwijl zijn oudere broer Guillaume al eerder overleden was. Joscelin werd zo heer van Parthenay. Zijn jongere broers Simon I en na diens dood in 1075,  Guelduin voerden in naam van Joscelin het bewind als vicedominus (Frans: vidame). In 1059 werd Joscelin aangesteld als aartsbisschop van Bordeaux. Hij steunde de Gregoriaanse hervorming en streed tegen de investituur van leken in kerkelijk ambten, simonie en priesterhuwelijken. Hij deed belangrijke schenkingen van goederen en gronden aan abdijen, onder andere aan de abdij van Secondigny, de abdij Saint-Pierre van Bourgueil en de abdij Saint-Paul van Cormery.
Aan het begin van de twaalfde eeuw nam zijn familie als eerbetoon de naam Parthenay-L'Archévêque aan.